# Herminia purpurinia
Herminia purpurinia är en fjärilsart som beskrevs av George Francis Hampson. Herminia purpurinia ingår i släktet Herminia och familjen nattflyn. Inga underarter finns listade i Catalogue of Life.